# Бурштинівка звичайна
Бурштинівка звичайна (Succinea putris (Linnaeus, 1758)) — вид наземних черевоногих молюсків підкласу легеневих (Pulmonata) родини бурштинівок (Succineidae).

## Опис черепашки
У дорослих особин висота черепашки коливається переважно від 16 до 20 мм ширина — від 8 до 12 мм. Черепашка гостро-яйцеподібна. Останній оберт дуже роздутий, на спинній стороні — значно сплощений, а біля шва — майже зовсім плаский (якщо дивитися на черепашку збоку). Шов мілкий. Стінки черепашки дуже тонкі та ламкі, у «свіжих» черепашок сильно просвічують. Поверхня нерівномірно вкрита більш або менш вираженими радіальними зморшками. Забарвлення черепашки світло-рогове, бурштинове, жовте або сірувате. Часом черепашки здаються майже чорними, але це не колір власне черепашки, а колір помітного крізь неї тіла молюска.

## Можливі помилки у визначенні
Часом зустрічаються окремі особини або навіть цілі колонії з нетипово стрункою формою черепашки, які можуть нагадувати черепашки роду Oxyloma. У сумнівних випадках рекомендується провести розтин заспиртованих матеріалів.

## Розповсюдження
Палеарктичний вид, широко розповсюджений на території України.

## Екологія
Населяє переважно вологі біотопи з високою трав'яною рослинністю. Найчастіше зустрічається вздовж водойм або на вологих луках.